# Linderhauser Tunnel
Der Linderhauser Tunnel ist ein Eisenbahntunnel an der Bahnstrecke Witten–Schwelm zwischen Schwelm und Gevelsberg. Er ist 935 m lang und verläuft mit 50 Metern Abstand parallel zum Schwelmer Tunnel der Bahnstrecke Düsseldorf-Derendorf–Dortmund Süd. Er ist nach dem westlich gelegenen Ortsteil Linderhausen benannt.